# کنجژن-کوژله
کنجژن-کوژله (به لهستانی:  Kędzierzyn-Koźle) یک منطقهٔ مسکونی در لهستان است که در شهرستان کنجژن-کوژله واقع شده‌است.
 کنجژن-کوژله ۱۲۳٫۴۲ کیلومتر مربع مساحت و ۵۸٬۷۴۹ نفر جمعیت دارد و ۱۸۰ متر بالاتر از سطح دریا واقع شده‌است.

## خواهرخوانده
شهرهای راسیبورز و یوناوا خواهرخوانده‌های کنجژن-کوژله هستند.